# 小出豊
小出 豊（こいで ゆたか、1974年 - ）は、日本の映画監督である。

## 経歴
1974年、千葉県に生まれる。映画美学校フィクション・コース第6期高等科修了。主な作品に『お城が見える』、『こんなに暗い夜』、『綱渡り』などがある。2012年、神戸映画資料館にて特集上映が組まれる。

## フィルモグラフィー

### 長編映画
- 接吻（2008年）‐ スクリプター
- こんなに暗い夜（2009年） - 監督・脚本・編集
- 続・映画列車 リュミエールかエジソン（2015年） - 監督
- SYNCHRONIZER（2017年）- 脚本・編集
- 月極オトコトモダチ（2018年）‐ 編集

### 短編映画
- 綱渡り（2000年） - 監督・脚本
- お城が見える（2006年） - 監督・脚本
- emerger（2008年） - 撮影
- 月曜日（2009年） - 監督・脚本
- わたしは人間ではないダイナマイトだ（2010年） - 監督・脚本
- MISSING（2011年）‐ 脚本
- ペイル・ブルー・ドット（2018年）‐ 監督・脚本・撮影・編集
- アイドル残酷物語（2019年） - 監督・脚本

### テレビ
- 県境（2007年） - 脚本